# Podogymnura truei
Podogymnura truei – ssak z rodziny jeżowatych.

## Średnie wymiary
- Długość ciała – 13-15 cm
- Długość ogona – 4-7 cm

## Występowanie
Lasy górskie i ich skraje na wysokości 1600–2300 m n.p.m. na filipińskiej wyspie Mindanao. Mieszka na niewielkim obszarze i staje się coraz rzadszym gatunkiem, poprzez niszczenie (wycinkę) jego środowiska naturalnego jakim jest las na pola uprawne. Dalsze istnienie tego gatunku jest bardzo zagrożone.

## Tryb życia
Jego pożywieniem są owady, dżdżownice, a nawet czasami padlina znaleziona w trawie lub w mchach.